# Burma VJ
Pour plus de détails, voir Fiche technique et Distribution.
Burma VJ est un long-métrage documentaire danois réalisé par Anders Østergaard et sorti en 2008. 

## Synopsis
Il relate le soulèvement de septembre 2007 contre la junte militaire au pouvoir en Birmanie.
Ce documentaire a été filmé intégralement par des vidéojournalistes birmans au risque de leur vie. Quatre de ces vidéojournalistes ont été emprisonnés, mais ont été tous relâchés le 17 janvier 2012 . À noter aussi la participation de la chaîne de télévision La Voix Démocratique De Birmanie, basée à Oslo en Norvège.
Ce filme relate également la mort du vidéoreporter japonais Kenji Nagai, qui filmait ces événements, lors du second jour de répression du soulèvement des moines bouddhistes birmans par la junte militaire.
Burma VJ a été diffusé dans plus de 130 festivals dans le monde et primé plus de quarante fois. 
Il a également été présélectionné pour les Oscars du cinéma 2009[réf. nécessaire].

## Données techniques
- Titre : Burma VJ
- Titre original : Burma VJ – Reporting From a Closed Country
- Réalisateur : Anders Østergaard
- Scénario : Anders Østergaard et Jan Krogsgaard
- Photographie : Simon Plum
- Montage : Janus Billeskov Jansen et Thomas Papapetros
- Son : Martin Hennel et Niels Arild
- Producteurs : Lise Lense-Møller
- Société de production : Magic Hour Films
- Année de production : 2009[réf. nécessaire]
- Pays d'origine :  Danemark
- Durée : 84 minutes
- Genre : Documentaire
- Dates de sortie : 
  - Danemark : 12 novembre 2008 (CPH:DOX - Festival international du film documentaire de Copenhague)
  - Danemark : 9 janvier 2009

## Distinctions

### Nominations
- EFA Documentaire 2009 - Prix Arte: Nominations et Jury
- En association avec ARTE. Le gagnant sera présenté à la 22e cérémonie du Prix du Film Européen le 12 décembre 2009 à Bochum en Allemagne.

### Récompenses
- Festival 4 Ecrans 2009, Paris
  - Grand Prix du Festival 4 Ecrans
  - Prix du Jury Jeunes

- Sundance Film Festival
  - World Cinema Documentary Film Editing Award [3][pas clair]

- San Francisco International Film Festival
  - Golden Gate Persistence of Vision Award: Investigative Documentary Feature [4][pas clair]

- Festival international du film documentaire d'Amsterdam
  - Movies That Matter Award [5][pas clair]

- CPH:DOX
  - Amnesty Award
  - DOX Award

- Berlinale
  - Cinema for Peace International Human Rights Film Award

- Boulder International Film Festival
  - Grand Prix

- ZagrebDox
  - Movies that Matter Human Rights Award
  - Special mention

- One World
  - Vaclav Havel Special Award
  - Student Jury Award

- Thessaloniki Documentary Festival
  - Audience Award

- Perpektive International Human Rights Film Festival Nuremberg
  - Audience Award
  - Youth Jury Award

- Festival Cine Ourense
  - Best Documentary Director

- Festival international du film d'Erevan
  - Abricot d'or 2009 du meilleur documentaire

## Critique
Burma VJ n'est pas sorti en salle en France et donc été peu ou prou sujet de critiques. (MonCinema, Marco Cloutier)

## Box office
Le film est sorti en salle aux États-Unis et en Grande-Bretagne en mai 2009. L'écrasante majorité des projections a eu lieu dans le cadre de festivals.
ARTE a diffusé Burma VJ le 23 février 2010 dans THEMA.

## Festivals (chronologique)
- CPH:DOX 2008 Danemark
- Amsterdam, IDFA 2008 Pays-Bas
- Danmarks Film Akademi Robert-uddeling 2009 Danemark
- Sundance Film Festival 2009 USA
- Helsinki Doc Point Documentary Film Festival Finlande
- Göteborg International Film Festival 2009 Suède
- Docsbarcelona 2009 Spain
- Boulder International Film Festival 2009 USA
- ZagrebDox 2009 Croatie
- Colombia, True/False Film Festival 2009 USA
- Bodil Filmmedarbejderforeningen 2009 Danemark
- Tempo Dokumentärfestival 2009 Suède
- Damascus Dox Box Festival 2009 Syrie
- One World Human Rights Film Festival 2009 République tchèque
- Austin, SXSW Film Festival 2009 USA
- Wellington Film Festival Showcase 2009 Nouvelle-Zélande
- Thessaloniki Documentary Festival 2009 Grèce
- Oslo EuroDoc Film Festival 2009 Norvège
- London, Human Rights Film Festival 2009 UK
- Botswana 9th Annual Human Rights Film Festival 2009 Botswana
- Vilnius International Film Festival 2009 Lituanie
- Hong Kong International Film Festival 2009 Hong Kong
- Sao Paulo It's All True International Documentary FF 2009 Brésil
- Durham, Full Frame 2009 UK
- Haag, Amnesty International Movies that Matter Festival 2009 Pays-Bas
- San Francisco International Film Festival 2009 USA
- Stockholm, SIDA 2009 Sweden
- Jeonju International Film Festival 2009 Corée du Sud
- Toronto, Hot Docs International Documentary Festival 2009 Canada
- Zagreb Dox Valli in Pula 2009 Croatie
- EDN European Documentary Network 2009
- München Documentary Festival 2009 Allemagne
- Warszawa, Planete Doc Review 2009 Pologne
- Telluride Mountain Film 2009 USA
- DOCUMENTARIST Istanbul Documentary Days Documentarist 2009 Turquie
- Sydney Film Festival 2009 USA
- Novi Sad Cinema City International Film and New Media Festival 2009 Serbie
- Grimstad Short and Documentary Film Festival 2009 Norvège
- Moscow International Film Festival 2009 Russie
- Cape Town, Encounters South African International Documentary Film Festival 2009 Afrique du Sud
- Ouagadougou, Festival Ciné droit Libre 2009 Burkina Faso
- Jerusalem International Film Festival 2009 Israël
- 6th Yerevan International Film Festival, Golden Apricot Arménie
- Melbourne Film Festival 2009 Australie
- Dokufest Prizren 2009 Kosovo
- Lemesos Int'l Documentary Festival 2009 Chypre
- Uhuru Productions, Le Cap, Tri Continental Film Festival 2009
- Odense Film Festival 2009 Danemark
- 32e Festival de cinéma de Douarnenez France
- National Film Centre Latvia 2009 Lettonie
- Riga, Baltic Sea Forum for Documentaries 2009 Lettonie
- MilanoFilmFestival 2009 Italie
- Reykjavik Film Festival 2009 Islande
- Nepal, Film South Asia 2009 Népal
- Bangkok International Film Festival 2009 Thaïlande
- Reykjavik Nordisk Panorama 2009 Islande
- Nuremberg, Perspektive - International Human Rights Film Festival 2009 Allemagne
- Refugee Film Festival Tokyo 2009 Japon
- Internazionale a Ferrara 2009 Italie
- Abu Dhabi Middle East International Film Festival 2009 United Arab Emirates
- Torino, CinemAmbiente 2009 Italie
- Ourense International Film Festival 2009 Espagne
- Perm, Flahertiana International Documentary Film Festival 2009 Russie
- Paju, DMZ Docs 2009 South Korea
- Gwangju 14th Human Rights Film Festival Corée du Sud
- Vienna Film Festival, Viennale 2009 Autriche
- Warsaw, Cinema In Five Flavours Film Festival Pologne
- Leipzig Festival for Documentary and Animation 2009 Allemagne
- Dresden, Move It! Film Festival 2009 Allemagne
- Athens Exile Room November 2009 Grèce
- Belgrade Free Zone Film Festival 2009 Serbie
- Bratislava, One World International Film Festival 2009 Slovaquie
- Documentaries in Maribor - DokMa 2009 Slovénie
- Budapest, Verzio Documentary Film Festival 2009 Hongrie
- Gdansk, ALL ABOUT FREEDOM 2009 Poland
- Human Rights Pravoljudski Film Festival 2009 Bosnie Herzégovine
- 18th Annual Whitaker St. Louis International Film Festival USA
- Paris, Festival Européen 4 Écran 2009 France
- IDFA 2009, Amsterdam Pays-Bas
- Berlin One World Film Festival 2009 Allemagne
- Black Nights Film Festival 2009, Tallinn Tarta
- Lodz Camerimage 2009 Poland
- Jakarta International Film Festival 2009 Indonésie
- Vienna, This Human World International Human Rights Film Festival Autriche
- 8th Festival Film Dokumenter, Jakarta Indonésie
- Berlin European Film Academy Awards 2009 Allemagne
- SAGA NORDICA Ciné Nordica 2009, Paris France
- Kinoteatr/doc moskva 2010 Russie
- Cinema Eye Honors 2010
- Helsinki Doc Point Documentary Film Festival Finlande
- Mumbai International Film Festival for Documentary, Short and Animation Films 2010 Inde
- Stranger Than Fiction, Köln Allemagne
- FIFDH Festival du Film et Forum International sur les Droits Humains, Genève Suisse
- 8e Festival international du film des droits de l'homme, Paris France
- Kiev, DocuDays UA Human Rights Documentary Days IFF Ukraine